# Garfunkel and Oates
Pour les articles homonymes, voir Garfunkel.
Garfunkel and Oates est un duo américain de musique folk-humoristique basé à Los Angeles, Californie, composé des deux actrices et autrices-compositrices-interprètes Kate Micucci (Oates) et Riki Lindhome (Garfunkel). 
Le nom du groupe est un clin d'œil à deux duos célèbres, Art Garfunkel de Simon and Garfunkel et John Oates de Hall and Oates.

## Histoire
Kate Micucci et Riki Lindhome se sont rencontrées au théâtre Upright Citizens Brigade de Los Angeles, où elles ont été présentées par l'humoriste Doug Benson. Le duo s'est formé pour la création d'une comédie musicale à partir d'un court métrage réalisé par Riki Lindhome, intitulé Imaginary Larry.
Riki Lindhome vient de Portville (New York) alors que Kate Micucci est originaire de Nazareth (Pennsylvanie).
En février 2009, leur chanson Fuck You (renommée en Screw You) a été intégrée à un épisode de la série télé Scrubs intitulé My Lawyer's In Love où Micucci tient un rôle secondaire. 

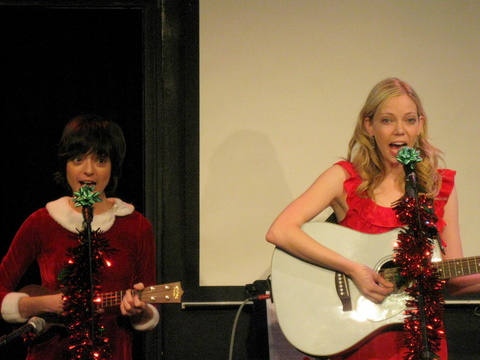
Garfunkel and Oates dans leur show de Noël, en décembre 2009

Entre 2009 et 2010, Garfunkel and Oates apparaissent à plusieurs reprises dans deux talk-shows américains animés par Jay Leno, The Jay Leno Show puis The Tonight Show with Jay Leno

En 2010, elles participent à la piste These Girls, de l'album Culdesac de Childish Gambino.
Le 13 janvier 2011, Garfunkel and Oates signent un contrat avec HBO pour produire un pilote de leur propre émission,, décrite par Lindhome comme « Glee avec des blagues de cul (dick jokes) ».
HBO a ensuite décidé de ne pas pérenniser cette émission.
En août 2012, HBO a diffusé des webisodes sur son service en ligne.
Le 8 juin 2012, Comedy Central a diffusé le dixième épisode de la première saison de son émission The Half Hour, centrée sur Garfunkel and Oates.
Le 30 septembre 2013, IFC network a donné son accord pour la production de dix épisodes de trente minutes d'une émission Garfunkel & Oates, centrée sur le duo, avec une première diffusion prévue pour 2014.
Le duo interprète également une chanson dans le film Search Party à l'occasion du mariage d'un des personnages où il raille le lien de fidélité sous-tendu par cette union.